# 2048
2048 (MMXLVIII) — високосний рік за григоріанським календарем, що починається в середу. Це 2048 рік нашої ери, 48 рік 3 тисячоліття, 48 рік XXI століття, 8 рік 5-го десятиліття XXI століття, 9 рік 2040-х років.

## Очікувані події
- 14 січня закінчується дія договору про захист природних ресурсів у Антарктиді, за яким там зараз заборонений видобуток будь-яких природних ресурсів.
- Астероїд 2007 VK184 має шанс 1 до 3030 зачепити Землю цього року.
- 11 червня відбудеться сонячне затемнення.

## Вигадані події
У 2048 році розгортаються події таких ігор:
- Wipeout 2048[en]
- Strider[en]
- Fear Effect 2: Retro Helix[en]